# Tigre (volk)
De Tigre zijn een bevolkingsgroep in het noorden van Eritrea. Zij spreken de taal Tigre. Het zijn hoofdzakelijk nomadische moslims.
Ze dienen niet te worden verward met het volk Tigray (meervoud: Tigrinya), dat in Zuid-, Centraal- en Noord-Eritrea en de noordelijke hooglanden van de Ethiopische regio Tigray leven.